# 札幌銀行

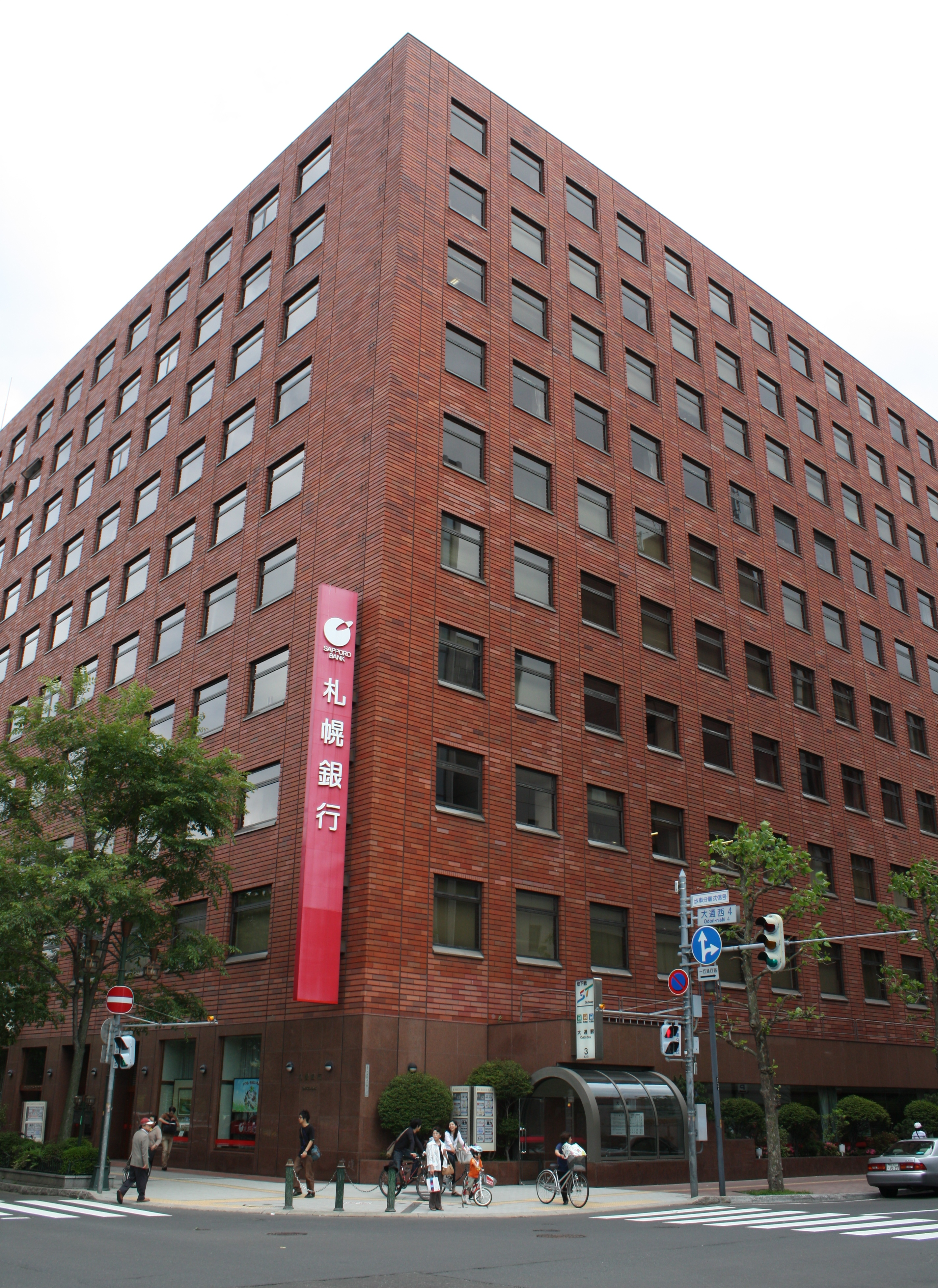
札幌銀行本店（2008年6月）
現在は、新大通ビルディングとして、北洋銀行札幌南支店仮店舗などがテナントとして入居。

株式会社札幌銀行（さっぽろぎんこう、英称：The Sapporo Bank, Ltd.）は2008年（平成20年）10月まで存在し、北海道札幌市に本店を置いていた第二地方銀行。通称「札銀」（さつぎん）。統一金融機関コードは0502で、合併前時点の店舗数は64店舗だった。2008年10月14日をもって北洋銀行に合併され、約58年の歴史に幕を降ろした。

## 沿革

### 創業
北海道無尽株式会社として1950年12月に創業。これは北海道拓殖銀行（以下「拓銀」という）出身の道家斎次など有志による庶民金融機関として設立され、当時は札幌市南2条西3丁目8番地が本店で、北海道内に9支店11取次所を開設した。
それから間もない1951年10月20日で相互銀行業に転換する。社名を株式会社北海道相互銀行（通称「道相銀」）に変更し、一般の利用者に親しまれてきた。なお、ひらがなの「どーそーぎん」も通称で用いられることがあるが、ここでは「道相銀」として以下記述する。
設立時から道家が社長を務め、1969年11月28日に同じ拓銀出身の水出久雄に社長を譲った。水出は1971年9月9日に東京支店を進出させているが、拓銀と北海道銀行（以下「道銀」という）が支店を進出させた実績がある青森県、愛知県、大阪府などには最後まで進出しなかった。時期不明ではあるが東京からも撤退し、2008年10月10日時点で支店は北海道のみとなっていた。東京進出を果たした水出は1995年9月4日に死去した。

### 普銀転換
続いて社長となった潮田隆は当該項にもある通り、やはり拓銀出身の役員だった。拓銀在籍中、潮田は「個人融資取引を進めるべきだ」という持論を主張したが、バブル景気の中で不動産開発やカブトデコムなどといった企業への融資拡大を図っていた拓銀首脳陣（これが後に拓銀を経営破綻に追い込むことになる）と意見や主張が真っ向から対立し、この結果、潮田は道相銀へと放逐されたのである。拓銀から潮田が更迭されたことが、道相銀を大きく救うこととなる。
道相銀は潮田の持論だった「個人融資取引」で各種ローンのノウハウを生かし、1987年に50万円以内の融資なら50分以内で回答する「スピードローン50」を新設。1986年から1988年の約2年間で20億円強だったローン残高が20倍に膨らんだ。1989年2月1日に銀行法の改正に則り、普銀への転換を果たし、道相銀から札幌銀行へと名称を変更した。また、この時点で潮田社長から潮田頭取へと肩書きが変わった。個人向けローンで有名な金融機関になり、当時は消費者ローンのパイオニアとして業界を引っ張るようになった。拓銀や道銀などの上位行とは違い、中小零細企業向け融資・個人向けローンの強みで差別化を図り、生き残りをかけた。
1990年にはディーシーカードと共同で札幌カードを設立している。
バブル崩壊後、不況が長期化した北海道では、拓銀が1997年11月17日に経営破綻した。当時の大蔵省からの打診を受け、札幌銀行は拓銀の受け皿金融機関として名乗りを上げた。しかし、前述の事情から潮田頭取の復讐を恐れた拓銀首脳が札幌銀行への営業譲渡を拒否し、最終的には北洋銀行に営業譲渡した。潮田頭取は1994年にいったん頭取退任し会長に退いたものの、後継で初のプロパーとなった川西徹頭取の死去に伴い会長兼頭取となり、吉野次郎に頭取職を譲った1998年に再度会長専任を経て、2000年より2007年6月26日まで札幌銀行の相談役を務め、2011年6月19日に死去した。

### 北洋銀行との経営統合
潮田会長兼頭取の頭取職退任後、吉野次郎が頭取に就いた。当時の札幌銀行ホームページによると吉野頭取は旭川の出身であり、北大出で道相銀に1966年入行とあるため、同行2人目となるプロパーである。54歳で頭取就任、かつ吉野頭取が最後の札幌銀行頭取である。両行は1999年に包括的業務提携を結び、2001年に持株会社「札幌北洋ホールディングス」を設立。ATM相互開放などを行い、利便性を図っていった。
2008年10月14日にシステム統合と同時に北洋銀行と合併した。存続会社は北洋銀行。一部特集記事では「吸収合併」と書かれているが、この合併は対等合併である。合併によって個人ローンに強い札幌銀行のノウハウをさらに生かし、30億円の経費節減を図りたいとしていた。
旧本店ビル（新大通ビルディング）の窓口スペースの一部は、商工組合中央金庫札幌支店が北洋銀行札幌営業部と共用していたが、2013年に本店営業部と統合。その後跡地には札幌信用金庫本店が新本店ビル建設のため移転していたが、2016年5月、新ビル竣工のため撤退している。さらに、商工中金も新店舗に移転のために後日転出したが、2017年11月より、北洋銀行札幌南支店の入居ビルの新築解体に伴い、仮店舗として使用している。なお同ビルは平和不動産に売却されており（2008年 - 2012年にかけて段階的に所有権を取得）、同社では隣接する北海道銀行本店ビルも含めた再開発を行う予定を明らかにしている。
合併後の役員人事について北洋銀行の横内龍三頭取(当時)が、合併後も同行の頭取を続けると明言されているのに比べ、札幌銀行の吉野次郎頭取は「経営陣に参加する」と述べられるにとどまっていた。吉野頭取は「札幌銀行の名がなくなるのは少々つらい思いであるが、将来のことを考えると顧客や行員に理解を得られるのではないか」と語っていた。

## 地方自治体との取引
北広島市および上川管内当麻町の指定金融機関とされていたが、2008年10月の合併で北洋銀行に引き継がれた。2004年までは上川町も札銀を指定していたが、同町からの支店撤退に伴い、上川中央農業協同組合に変更された。

## 閉鎖した店舗
札幌銀行は北海道相互銀行時代を中心に東京への支店進出や札幌市内の店舗拡大と引き替えに、道北やオホーツク海側など地方部を中心に閉鎖が相次いだ。理由としては、他金融機関との過当競争によるものや、新電算機の導入が困難なこと、預金量の低迷などで業績が減退していったことなどである。
多くの店舗は拓銀が引き受けた実績がある。
- 網走支店
（1982年8月7日廃止）
- 美幌支店
（1973年9月14日廃止）
- 遠軽支店
（1972年8月5日廃止）
- 紋別支店
（1973年10月13日廃止）
- 留辺蘂支店
（1969年9月6日廃止）

- 倶知安支店
- 余市出張所
- 五稜郭支店
- 洞爺支店
- 伊達支店

- 輪西支店
- 登別支店
- 夕張支店
- 深川支店
- 留萌支店

- 砂川支店
- 芦別支店
- 上川支店
- 士別支店
- 名寄支店

- 下川出張所
- 幌延出張所
- 東京支店

なお、移動窓口店舗（トラックにATMを搭載したもの）「バンクル号」を所有。札幌競馬場場内にて営業を行っていたが、合併の準備に伴い2008年10月5日をもって営業休止された。

## イメージキャラクター
- ジャングル大帝レオ

1990年前半にテレビCMに出演。その他ノベルティグッズなどにも登場。
- 大泉洋（TEAM NACS）

アルカ・X-アルカのCMなどに出演。統合後も北洋銀行のCMに出演中。